# Mortlake (Victoria)
Mortlake es una localidad australiana del estado de Victoria.

## Geografía
La localidad, perteneciente al estado de Victoria, está ubicada al pie de Mount Shadwell, al oeste de Melbourne.

## Historia
A finales del siglo XIX, el lugar tenía contabilizada  una población, incluyendo la del distrito, de 2937 habitantes.